# Gentiana georgei
Gentiana georgei är en gentianaväxtart som beskrevs av Friedrich Ludwig Diels. Gentiana georgei ingår i släktet gentianor, och familjen gentianaväxter. Inga underarter finns listade i Catalogue of Life.